# Ruch Społeczeństwa Alternatywnego
Ruch Społeczeństwa Alternatywnego (RSA) – polska organizacja anarchistyczna, która powstała w Gdańsku na początku lat 80. XX wieku. Opozycyjna wobec władz Polskiej Rzeczypospolitej Ludowej.

## Historia RSA

### Początki
Ruch Społeczeństwa Alternatywnego wywodził się ze środowiska gdańskiej młodzieży skupionej wokół pisma „Gilotyna”, które założone zostało w 1980 przez uczniów I Liceum Ogólnokształcącego w Gdańsku. „Gilotyna” początkowo była gazetką ścienną, ale od marca 1981 zaczęła ukazywać się w formie powielanej. Jej redaktorami byli: Janusz Waluszko, Krzysztof Skiba, Marcin Tryksza, Wojciech Lipka, Marek Skakuj, Maciej Kosycarz, Tomasz Bójny, Cezary Waluszko. Od jesieni 1980 środowisko to upolityczniło się i popadło w konflikt z władzą oraz grupami młodzieżowymi, w tym szkolną „Solidarnością”, dla których nonkonformizm „Gilotyny” był nie do zaakceptowania.
Janusz Waluszko wspomina, że dopiero jesienią 1981 dowiedzieli się, że ich poglądy nazywane są anarchizmem:

Kiedy zacząłem bawić się w politykę, tworzyć swój obraz rzeczywistości to najpierw stworzyłem ten obraz, a dopiero potem ktoś mi powiedział, że to jest anarchizm. Jeśli nikt by mi tego nie powiedział, to może do dziś nie wiedziałbym, że jestem anarchistą.

Po ogłoszeniu 13 grudnia 1981 stanu wojennego „Gilotyna” zeszła do podziemia i zaczęła się ukazywać pod tytułami „Dialog” i „Podaj dalej”. Końcem 1981 anarchiści nawiązali kontakt z podziemną „Solidarnością”. Nie do końca podobała im się jednak koncepcja „samoograniczającej się rewolucji”, chcieli usamodzielnić się i stworzyć grupę niezależną od „Solidarności”.
Janusz Waluszko w taki sposób tłumaczy pochodzenie nazwy RSA:

Jakaś hipisowska ulotka (grupy młodzieży na rzecz społeczeństwa alternatywnego) oraz publikacje w rocznicę maja 1968 roku popchnęły nas ku neoanarchizmowi (lewacko-kontrkulturowemu). Pojawiła się nazwa Ruch Społeczeństwa Alternatywnego, będąca jednocześnie programem naszej grupy („ruch” jako luźna forma organizacji, bez przywódców itd.; „społeczeństwa”, bo to ono, a nie zdobycie władzy politycznej nas interesowało; wreszcie „alternatywnego” – tak wobec tego, co jest, jak i jako model współistnienia różnych form organizacji życia zbiorowego w tym lepszym świecie).

Za symboliczny początek Ruchu uznać można opublikowanie w czerwcu 1983 „Manifestu RSA”, podpisanego pseudonimami przez Janusza i Cezarego Waluszko, Wojciecha Jankowskiego „Jacoba” i Krzysztofa Skibę. We wrześniu Ruch zaczął wydawać dwutygodnik „Homek” oraz prowadzić klub dyskusyjny. „Homek” odegrał ważną rolę w ruchu anarchistycznym tamtego okresu, prezentował niezależne stanowisko, był inspiracją dla innych wydawców. W latach 1983–1993 ukazało się w sumie 51 numerów czasopisma. Na jego łamach, w numerze ósmym z 1984, Janusz Waluszko (pod pseudonimem Adam Rabe) sprecyzował cele działania RSA:

[...] celem walki na dziś jest utrzymanie i utrwalenie zdobyczy Sierpnia 1980, poszerzenie tego marginesu wolności, niezależności od państwa, a także rozwijanie świadomości społeczeństwa i umiejętności bycia sobą, życia bez państwa... środkiem do tego celu wiodącym są prasa niezależna, własne wydawnictwa i kluby samopomocy itp. Zadaniem na dziś jest również obrona poziomu życia społeczeństwa, walka z podwyżkami cen, walka o poprawę warunków i bezpieczeństwa pracy, obronę ludzi prześladowanych i więzionych za przekonania i działalność niezależną. Tu metodami walki winny być strajki, demonstracje, ścisłe przestrzeganie przepisów BHP. [...] RSA postuluje ograniczenie roli państwa do zera. Społeczeństwo winno być zorganizowane nie w oparciu o zasadę terytorialną, lecz osobową. Wszystkie potrzeby człowieka zaspokajałyby dobrowolne stowarzyszenia wytwórców, towarzystwa kulturalne, naukowe, konsumenckie, rozrywkowe itp. Nadto postulujemy zniesienie własności środków produkcji – zarządzaliby nimi tylko ci, którzy „na nich” pracują: ziemią władaliby rolnicy, fabrykami robotnicy, a nie państwowi czy prywatni kapitaliści. Formę przejściową mógłby stanowić model proponowany na I KZD „S” – program Samorządnej Rzeczypospolitej.

Wyraźne są tu postulaty anarchistyczne, a zwłaszcza anarchosyndykalistyczne. Najprawdopodobniej przez nieuwagę, w pierwszych numerach pisma słowo „anarchizm” nie padło jednak ani razu. W „Homku” poruszane były nie tylko tematy bezpośrednio związane z anarchizmem. Pisano też np. o pacyfizmie, antymilitaryzmie, ekologii, socjologii miasta.
Z czasem współpraca RSA z „Solidarnością” stawała się coraz trudniejsza. Latem 1984 roku Ruch doprowadził do powstania Porozumienia Grup Niezależnych (PGN) „Wolność”, które miało koordynować działalność niezależną od „nieudolnej” – zdaniem Waluszki – polityki regionu gdańskiej „Solidarności”. W skład PGN „Wolność” weszły obok RSA: Gdański Ruch Oporu Młodzieży „Pokolenie”, Polska Młodzież Walcząca (PMW) i Oficyna wydawnicza „Kres”. Główne obszary aktywności Porozumienia to:
- Organizowanie demonstracji. Szerokim echem odbiły się zwłaszcza dwie: 1 maja 1985 roku, kiedy to demonstrujący tłum na ponad pół godziny zatrzymał oficjalny pochód rządowy (w wyniku zamieszek ranne zostały wtedy 74 osoby, a 2 poniosły śmierć); 13 października 1985 roku przeciwko wyborom do sejmu. 1 maja RSA pierwszy raz wystąpiło pod czarnymi sztandarami i rozdało kilka tysięcy ulotek na temat anarchizmu.
- Prowadzenie akcji ulotkowych (np. przeciwko służbie wojskowej).
- Działalność wydawnicza[9].

W lipcu 1985 roku RSA zorganizowało także tzw. „Zlot Młodzieży Wegetującej – Hyde Park”, w którym udział wzięło około 200 osób. Jak pisze Waluszko, podczas zlotu „były teatry, muzyka, gazety oraz dyskusje o duszy i anarchii”.
W 1986 roku RSA zaczęło przeżywać kryzys. Związane było to m.in. z ogłoszoną w tym roku amnestią – część opozycjonistów rozpoczęło legalną działalność, a RSA, oskarżane o terroryzm, pozostało w konspiracji. Ruch zaniedbał prowadzenie klubów dyskusyjnych i wydawanie „Homka”. Wielu głównych działaczy przebywało w więzieniu, a część anarchistów przeszło do pacyfistycznego ruchu Wolność i Pokój (WiP). W obliczu tych okoliczności RSA zbliżyło się do kontrkulturowej Formacji Tranzytoryjnej „Totart”. RSA zaczęło działać na pograniczu opozycji i kontrkultury, próbując nadać im anarchistyczny charakter.

### Międzymiastówka Anarchistyczna
Pod koniec lat osiemdziesiątych w życiu politycznym nastąpiła odwilż. W kwietniu 1988 roku wznowiono działalność klubu dyskusyjnego, który mieścił się od teraz w kościele św. Brygidy w Gdańsku i nosił nazwę Duszpasterstwa Anarchistycznego, co – biorąc pod uwagę antyklerykalizm członków Ruchu – było pomysłem dość oryginalnym. W tym czasie istniało w Polsce wiele innych grup anarchistycznych i anarchizujących (np. wrocławska Pomarańczowa Alternatywa, część ruchu Wolność i Pokój). Pojawiła się chęć integracji środowisk wolnościowych. Latem 1988 roku RSA, Totart i anarchiści z WiP-u proklamowali Międzymiastówkę Anarchistyczną (MA). Na terenie całego kraju zaczęły powstawać nowe grupy RSA (w Warszawie, Chełmnie, Białymstoku i Zakopanem). Wspomnieć należy w tym miejscu o specyficznej – rzec by można: anarchistycznej – strukturze RSA:

[...] uczestnikiem Ruchu jest każdy, kto w danej chwili coś dla Ruchu robi, więc dla sympatyków nie ma wiele miejsca. Wszystkie grupy mają pełną autonomię i powstają przez firmowanie swoich akcji nazwą Ruchu, a nie przez „zapisanie” się, bo nie ma też gdzie się zapisać – nie istnieje żadne kierownictwo (Ruchem kieruje ten, kto w danym momencie coś dla Ruchu robi – inni w dobrym pójdą za nim). Brak struktur sprawia, że Ruchu nie można rozbić, a brak kierownictwa – że nie ma kogo przekupić, jak to się zdarza z innymi grupami opozycji, „Solidarności” nie wyłączając.

W 1989 roku odbyło się spotkanie wolnościowców w Dobrzeniu Wielkim pod Opolem, którego celem było skonsolidowanie polskiego ruchu anarchistycznego. Międzymiastówkę Anarchistyczną, działającą na zasadzie sieci wymiany informacji, przekształcono wówczas w Federację Międzymiastówki Anarchistycznej (FMA). W listopadzie tegoż roku doszło do kolejnego zjazdu, tym razem w Warszawie. Wtedy to ukształtowała się Federacja Anarchistyczna (FA).

### Lata dziewięćdziesiąte
Latem 1989 roku powstała grupa „X-Pawilon”. W skład tego porozumienia weszli członkowie RSA, Totartu, ruchu „Twe-Twa”, Solidarności Młodych Wywrotowców, Wolności i Pokoju, Solidarności Walczącej, Federacji Młodzieży Walczącej i Konfederacji Polski Niepodległej. „X-Pawilon” walczył o legalizację grup nieformalnych bez rejestracji prawnej, a także o Hyde Park i klub niezależny. Władze Gdańska, początkowo głuche na żądania, zawarły ostatecznie porozumienie z młodzieżą i na placu 1 Maja powstał w lipcu 1989 roku tzw. Hyde Park. Odbywały się na nim koncerty, happeningi oraz demonstracje. Działalność zakończył on jednak dość szybko – pod koniec tego samego roku. Po ponad rocznym okresie starań, jesienią 1990 roku powstał Klub Inicjatyw Społecznych C14. Mieścił się on w lokalu, który anarchiści otrzymali od miasta. W latach 1992–1993 Klub zorganizował około 80 imprez, wystaw i koncertów.
W 1992 roku anarchiści działający w Klubie Inicjatyw Społecznych, RSA, sopocki „Czarny Alians” i redakcja gdyńskiego pisma „Rotten Life” założyli trójmiejską sekcję Federacji Anarchistycznej. Wtedy to nazwa Ruch Społeczeństwa Alternatywnego zastąpiona została nową: Federacja Anarchistyczna Sekcja Trójmiasto. Gdańskie środowisko anarchistyczne używało jej jedynie do 1997 roku, kiedy to powrócono do nazwy pierwotnej. Waluszko argumentował, że decyzja ta wynikała z nieumiejętności współpracy pomiędzy polskimi grupami anarchistycznymi. Nie oznaczało to jednak zerwania współpracy z FA, ale jedynie zdystansowanie się od pewnych tendencji w łonie Federacji.
Na początku lat dziewięćdziesiątych trójmiejscy anarchiści protestowali przeciwko budowie elektrowni jądrowej w Żarnowcu i zainicjowali spotkania Porozumienia na rzecz Energetyki Alternatywnej. W 1992 roku rozpoczęli współpracę z Wolnymi Związkami Zawodowymi (WZZ) Andrzeja Gwiazdy. Wolnościowcy uczestniczyli w manifestacjach z okazji 1 maja, brali udział w demonstracjach emerytów i rencistów oraz w obronie kupców z Targu Siennego i Hali Targowej w Gdańsku. Występowali przeciw cenzurze pornografii i prohibicji narkotyków. Organizowali też akcje antyfaszystowskie i antynacjonalistyczne. W latach 1994–1996 anarchiści brali udział w pikietach w rocznice masakry na Placu Tian’anmen, demonstrowali przeciwko funkcjonowaniu sieci restauracji McDonald’s, organizowali akcje antyprohibicyjne, antypolicyjne, antywyborcze, antypodatkowe, antyfutrzarskie oraz solidarnościowe na rzecz aktywistów zatrzymanych przez policję. Anarchiści opowiadali się za wolnością dla Tybetu, zaangażowani byli w sprawy niepodległości Czeczenii. Działali też – w ramach Obywatelskiej Ligi Ekologicznej – na rzecz lokalnego środowiska przyrodniczego, społecznego i kulturalnego.
Trójmiejscy anarchiści wydawali następujące pisma: „Ulicę”, „Homka”, „Wolny Magazyn”, „Gdańską Alternatywę”, „Rotten Life”, „Mać Pariadkę”, „LaBestię”.

### XXI wiek
Na początku XXI wieku RSA kontynuowało działalność społeczną w Trójmieście. Prowadzono akcje proekologiczne, w tym na rzecz ochrony zwierząt futerkowych. RSA interesowało się również sprawami międzynarodowymi – przykładowo atakami terrorystycznymi z 11 września 2001 roku i problemem głodu na świecie. W grudniu 2001 roku zaczęto w Gdańsku organizować akcje o nazwie Jedzenie Zamiast Bomb (ang. Food Not Bombs). Jest to ogólnoświatowa inicjatywa rozdawania bezpłatnych wegetariańskich posiłków potrzebującym. Akcje te mają zwrócić uwagę na problem głodu i niedożywienia, które mają miejsce na całym świecie.

## Stosunek anarchistów do „Solidarności”
Janusz Waluszko zwraca uwagę, że na przełomie 1988 i 1989 roku doszło do rozłamu w łonie opozycji. Jej część związana z Lechem Wałęsą postanowiła zawrzeć kompromis z Polską Zjednoczoną Partią Robotniczą. „Młodzi” opozycjoniści (m.in. anarchiści) – jak nazywa ich Waluszko – „nie dość, że dążyli do obalenia władzy, to jeszcze zaczęli pod wpływem kontrkultury poruszać kwestie dla tamtych [»starej« opozycji] niezrozumiałe”. „Młodzi” zainteresowani byli pacyfizmem i ekologią, krytykowali kler, walczyli o swobody nie tylko polityczne, ale też obyczajowe.
Już w latach poprzednich stosunek młodych kontestatorów do „Solidarności” był krytyczny. Uczestnikom kontrkultury nie odpowiadała m.in. retoryka narodowo-katolicka „Solidarności”. Niektórzy podkreślali również swój pozytywny stosunek do „Solidarności” z lat 1980-1981, jednocześnie dystansując się od tego, co nastąpiło później. Jeden z liderów grupy Tilt podsumował to w następujący sposób:

My mając postawy anarchistyczne siłą rzeczy prezentowaliśmy podobne postawy wobec rządu, jak i „Solidarności”. Od początku 1981 roku widzieliśmy w „Solidarności” potencjalny nowy establishment, silnie uzależniony od Kościoła, co nie pozwalało nam rokować żadnych pozytywnych nadziei. Z drugiej zaś strony „Solidarność” sama w sobie jako ruch zdecydowanie anarchizujący była dla nas do przyjęcia. Dla nas sierpień 1980 roku to rewolucja anarcho-syndykalna. Dopóki „Solidarność” była anarchistyczna, dopóty było nam po drodze.

Janusz Waluszko stwierdził natomiast:

Drogi, nasza i „Solidarności”, coraz bardziej się rozchodziły. Z dawnych czasów zachowaliśmy jednak sentyment dla programu I KZD NSZZ „S” – „Samorządnej Rzeczypospolitej”, który przywódcy związku i wiele grup z niego wyrosłych sprzedali za wizję ugody z komuną i mit wolnego rynku. W drugiej połowie lat 80. bliższe nam były pacyfizm, ekologia i kontrkultura, zaś „S” kojarzyła się nam ze zdradą ideałów Sierpnia ’80. Nie tylko nam zresztą, także licznym grupom młodzieżowym, jak FMW czy „Solidarność Młodych”, oraz radykalnym grupom wywodzącym się z dawnej „Solidarności”, jak „Solidarność Walcząca” czy grupa skupiona wokół Andrzeja Gwiazdy. Z nimi też współpracowaliśmy i walczyliśmy na ulicach przeciw ZOMO w tym okresie, będąc łącznikiem pomiędzy radykalną opozycją a kontrkulturą.

Część kontrkulturowców negatywnie oceniła zmianą jakościową „Solidarności” oraz jej liderów, która – ich zdaniem – nastąpiła w 1989 roku.